# Chinami Nishimura
Chinami Nishimura (jap. 西村 ちなみ Nishimura Chinami; ur. 18 listopada 1970) – japońska seiyū związana z 81 Produce.

## Wybrane role
- 1992: Shin-chan – Mochida
- 1994: Wojowniczki z Krainy Marzeń – Lady Aska
- 1995: Wedding Peach – Ranpo
- 1996: Sailor Moon Sailor Stars – Misa
- 1997: Pokémon –
  - Junsa (oficer Jenny),
  - Hajime (Arnold),
  - Beroringa (Lickitung),
  - Waninoko (Totodile),
  - Różowy Butterfree,
  - Różne postacie
- 1997: Rewolucjonistka Utena – Mari Hozumi
- 1997: Zapiski detektywa Kindaichi –
  - Tatsumi Moegi,
  - Masumi Takamori,
  - Tomomi Wada,
  - Akane Aizawa
- 2000: Hamtaro – wielkie przygody małych chomików – Kurumi Kurihara
- 2000: InuYasha – Botan